# シナノナデシコ
シナノナデシコ（信濃撫子、学名：Dianthus shinanensis (Yatabe) Makino）は、ナデシコ科ナデシコ属に分類される多年草の1種。日本の固有種で、本州中部に分布する。別名をミヤマナデシコ（深山撫子）という。

## 特徴
山地の河原や荒れ地、礫地などに生育する。高さは20-40cmになる。茎の断面は四角状で、ふくれた節をもつ。広線形の葉は対生し、長さが4-7cmになる。葉の基部は赤みを帯び、基部が茎を抱く。花は、紅紫色で茎頂に多数つく。花の直径は約2センチで、苞は2対、花弁は5個ある。花弁は広倒卵状で、カワラナデシコなどと比べて、先端はあまり細く裂けない。花期は7-8月。

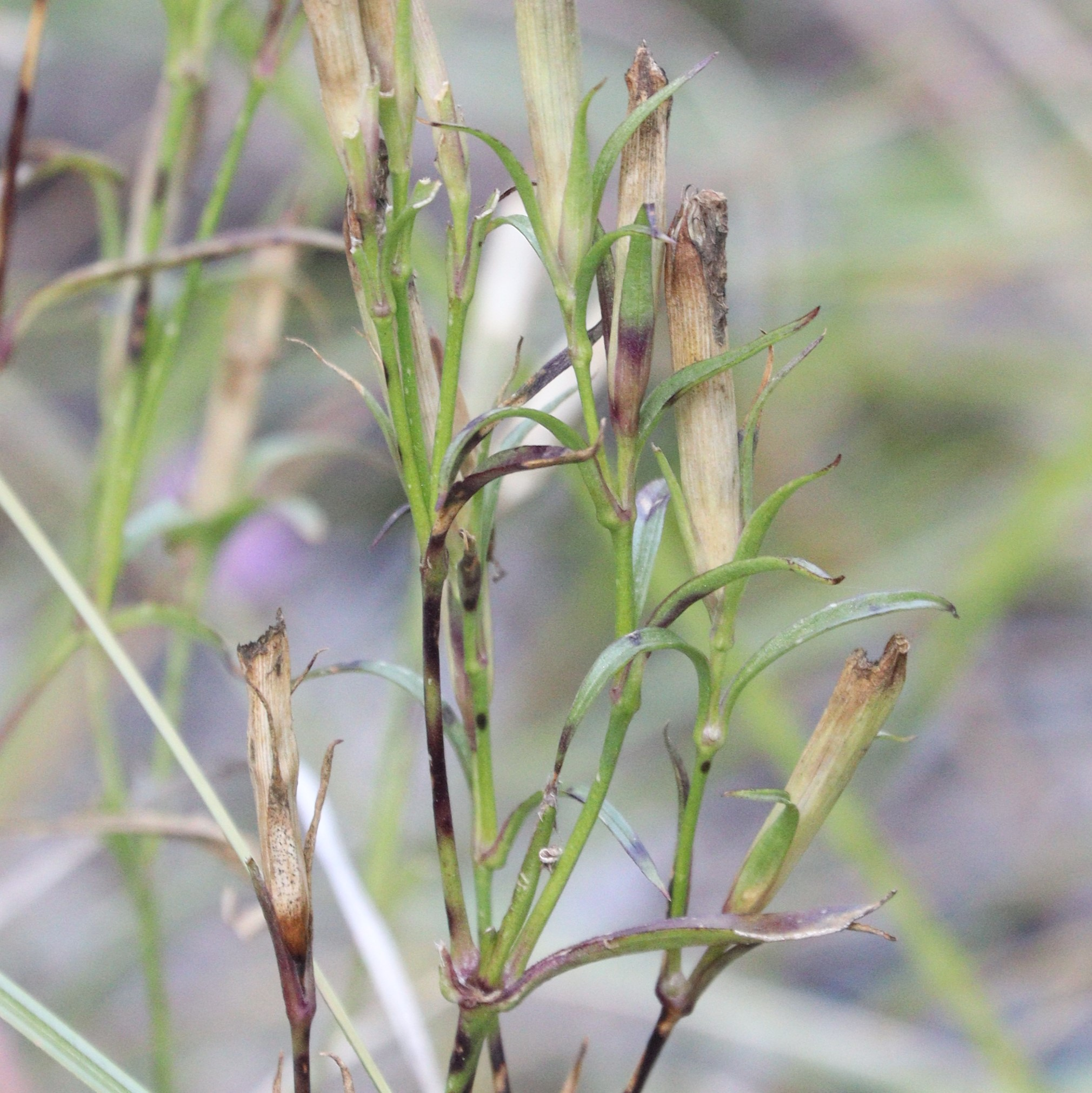
葉は広線形で対生する
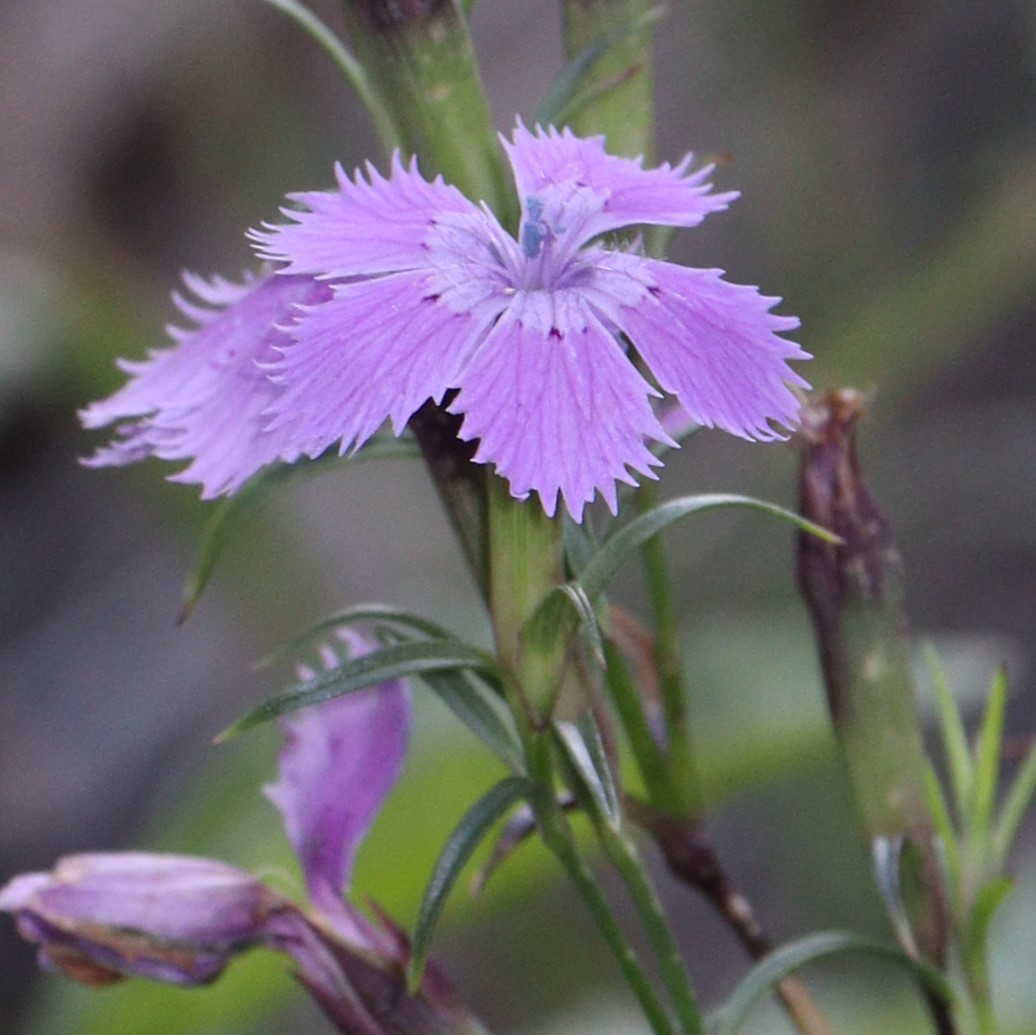
花弁は5個で広倒卵状